# Hannelore Sievers
Hannelore Sievers, geb. Blohm (* 20. Februar 1925 in Kiel; † 16. September 1998 ebenda) war eine deutsche Politikerin (CDU).

## Leben
Sievers besuchte die Grund- und Mittelschule und erreichte die mittlere Reife. Am 9. April 1943 beantragte sie die Aufnahme in die NSDAP und wurde zum 20. April desselben Jahres aufgenommen (Mitgliedsnummer 9.570.614). Nach der Aufnahmeprüfung am Hochschulinstitut für Leibesübungen der Universität Marburg erreichte sie dort das Staatsexamen als Turn- und Sportlehrerin. Sie machte eine Ausbildung zur Krankengymnastin an der Klinik Lubinus in Kiel und war sieben Jahre als Krankengymnastin an den Universitätskliniken zu Kiel tätig.
1966 wurde Sievers Mitglied der CDU Kiel, bei der sie Vorsitzender der Frauenvereinigung, Mitglied im Kreisvorstand der CDU und stellvertretende Kreisvorsitzende war. Sie war bürgerliches Mitglied der Ratsversammlung, Ratsherrin der Landeshauptstadt Kiel, Mitglied in den Ausschüssen für Sport, Gesundheit, Bau und Wohnungsbau, 2. stellvertretende Stadtpräsidentin, Mitglied des Magistrats und Sportdezernentin der Landeshauptstadt Kiel. Ferner war sie Schöffin beim Amtsgericht Kiel, ehrenamtliche Richterin beim Verwaltungsgericht Schleswig und Mitglied des Deutschen Städtetages. Sie gehörte dem Landtag von Schleswig-Holstein in der kurzen 11. Wahlperiode an, die Ende 1987 begann, aber Mitte 1988 endete.